# Unione Sportiva Pergolettese 1932 2020-2021
Questa voce raccoglie le informazioni riguardanti l'US Pergolettese 1932 nelle competizioni ufficiali della stagione 2020-2021.

## Divise e sponsor
Per la stagione 2020-2021 il fornitore tecnico è Joma, mentre lo sponsor ufficiale è Bowling Pegaso. 
| 1ª divisa | 2ª divisa | 3ª divisa |  |

## Organigramma societario
Area direttiva
- Presidente: Massimiliano Marinelli
- Amministratore Delegato e Direttore Sportivo: Cesare Fogliazza
- Segreteria generale: Anna Micheli
- Team Manager e dirigente accompagnatore: Guerrino Bussi

Area comunicazione e marketing
- Addetto stampa: Giuseppe Walter Pellegrini

Area sportiva
- Responsabile settore giovanile: Filippo Giuliani
- Segretario Settore Giovanile: Davide Tosetti

Area tecnica
- Allenatore: Matteo Contini (1ª-10ª)
 Luciano De Paola (11ª-)
- Vice allenatore: Fiorenzo Albertini
- Preparatore atletico: Marvin Vigani
- Preparatore portieri: Gianbattista Piacentini
- Match Analyst: Giorgio Schiavini

Area medica
- Medico Sociale: Carmine Stefano Poerio
- Massaggiatore: Andrea Zagatti
- Magazziniere: Danio Piacentini

## Rosa
| N. |                           | Ruolo | Calciatore            |
| -- | ------------------------- | ----- | --------------------- |
| 1  | Italia (bandiera)         | P     | Matteo Soncin         |
| 2  | Italia (bandiera)         | D     | Antonio Candela       |
| 3  | Costa d'Avorio (bandiera) | D     | Aboubakar Bakayoko    |
| 4  | Italia (bandiera)         | C     | Michel Panatti        |
| 5  | Italia (bandiera)         | D     | Luca Ceccarelli       |
| 6  | Italia (bandiera)         | C     | Lorenzo Andreoli      |
| 7  | Ecuador (bandiera)        | C     | Kevin Varas           |
| 8  | Italia (bandiera)         | C     | Matteo Figoli         |
| 9  | Italia (bandiera)         | A     | Elia Bortoluz         |
| 10 | Italia (bandiera)         | A     | Nicola Ciccone        |
| 10 | Italia (bandiera)         | A     | Hicham Kanis          |
| 11 | Italia (bandiera)         | A     | Filippo Scardina      |
| 12 | Italia (bandiera)         | P     | Emanuele Labruzzo     |
| 13 | Italia (bandiera)         | D     | Matteo Lucenti        |
| 14 | Italia (bandiera)         | D     | Luca Villa (capitano) |

| N. |                   | Ruolo | Calciatore        |
| -- | ----------------- | ----- | ----------------- |
| 15 | Italia (bandiera) | D     | Riccardo Bignami  |
| 17 | Italia (bandiera) | A     | Lorenzo Faini     |
| 18 | Italia (bandiera) | D     | Nicolò Donarini   |
| 19 | Italia (bandiera) | A     | Niccolò Scarpelli |
| 20 | Italia (bandiera) | C     | Edoardo Duca      |
| 21 | Italia (bandiera) | A     | Mattia Morello    |
| 22 | Italia (bandiera) | P     | Simone Ghidotti   |
| 23 | Italia (bandiera) | C     | Marco Palermo     |
| 24 | Italia (bandiera) | C     | Simone Ferrari    |
| 25 | Italia (bandiera) | D     | Matteo Piccardo   |
| 26 | Italia (bandiera) | D     | Michele Ferrara   |
| 27 | Italia (bandiera) | C     | Riccardo Lamberti |
| 28 | Italia (bandiera) | C     | Davide Bariti     |
| 29 | Italia (bandiera) | A     | Salvatore Longo   |
| 33 | Italia (bandiera) | C     | Stefano Girelli   |

## Calciomercato

### Sessione estiva(dal 01/09 al 05/10)
| Acquisti | Acquisti          | Acquisti       | Acquisti   |
| R.       | Nome              | da             | Modalità   |
| -------- | ----------------- | -------------- | ---------- |
| P        | Matteo Soncin     | Milan          | definitivo |
| D        | Riccardo Bignami  | Cremonese      | definitivo |
| D        | Antonio Candela   | Genoa          | prestito   |
| D        | Luca Ceccarelli   | Arezzo         | svincolato |
| D        | Gabriele Fanti    | Atalanta       | svincolato |
| D        | Michele Ferrara   | Monopoli       | definitivo |
| D        | Matteo Piccardo   | Genoa          | prestito   |
| D        | Mirco Tosi        | Inter          | prestito   |
| C        | Lorenzo Andreoli  | Brescia        | definitivo |
| C        | Davide Bariti     |                | svincolato |
| C        | Simone Ferrari    | Brescia        | prestito   |
| C        | Matteo Figoli     | Spezia         | prestito   |
| C        | Riccardo Lamberti | Mantova        | prestito   |
| C        | Marco Palermo     | Sicula Leonzio | svincolato |
| C        | Kevin Varas       | Pro Vercelli   | definitivo |
| A        | Salvatore Longo   | Fiorentina     | prestito   |
| A        | Filippo Scardina  | Sicula Leonzio | svincolato |

| Cessioni | Cessioni            | Cessioni       | Cessioni      |
| R.       | Nome                | a              | Modalità      |
| -------- | ------------------- | -------------- | ------------- |
| P        | Simone Ghidotti     | Fiorentina     | fine prestito |
| P        | Thomas Romboli      | Livorno        | fine prestito |
| D        | Matteo Brero        |                | svincolato    |
| D        | Mohamed Coly        | Franciacorta   | svincolato    |
| D        | Gabriele Fanti      | Franciacorta   | svincolato    |
| D        | Alessio Girgi       | Atalanta       | fine prestito |
| D        | Antonio Illuminato  | Napoli         | fine prestito |
| D        | Luca Mosti          | Arezzo         | fine prestito |
| C        | Cristian Agnelli    |                | svincolato    |
| C        | Alessio Manzoni     |                | svincolato    |
| C        | Leonardo Muchetti   | Virtus Bergamo | svincolato    |
| C        | Marco Roma          |                | svincolato    |
| C        | Giovanni Sbrissa    |                | svincolato    |
| A        | DJ Buffonge         | Spezia         | fine prestito |
| A        | Alessio Canessa     | Livorno        | fine prestito |
| A        | Lorenzo Faini       | Brescia        | fine prestito |
| A        | Stefano Franchi     | Calvina Sport  | svincolato    |
| A        | Francesco Pio Russo | Crema          | svincolato    |

### Sessione invernale(dal 04/01 al 01/02)
| Acquisti | Acquisti        | Acquisti            | Acquisti   |
| R.       | Nome            | da                  | Modalità   |
| -------- | --------------- | ------------------- | ---------- |
| C        | Stefano Girelli | Cremonese           | prestito   |
| A        | Hicham Kanis    | Renaissance Zemamra | svincolato |

| Cessioni | Cessioni       | Cessioni           | Cessioni   |
| R.       | Nome           | a                  | Modalità   |
| -------- | -------------- | ------------------ | ---------- |
| A        | Nicola Ciccone | Virtus Francavilla | definitivo |

## Risultati

### Serie C

#### Girone di andata
| Arbitro: | Perri (Roma) |

|                                              |           |                               |
| F. Bianchi 50’ Cruciani 58’ (rig.) Bitep 84’ | Marcatori | 13’ Andreoli 25’, 36’ Morello |

| Arbitro: | Centi (Viterbo) |

|                                 |           |                   |
| Bortoluz 37’ (rig.) Morello 73’ | Marcatori | 5’ (rig.) Manconi |

| Arbitro: | E. Longo (Cuneo) |

|              |           |             |
| Cesarini 14’ | Marcatori | 29’ Morello |

| Arbitro: | Sfira (Pordenone) |

|            |           |                            |
| Ferrari 3’ | Marcatori | 36’ Galligani 89’ Boccardi |

| Arbitro: | Lovison (Padova) |

|              |           |  |
| Scardina 56’ | Marcatori |  |

| Como 22 ottobre 2020, ore 20:30 CEST 6ª giornata | Como                | 0 – 0 referto | Pergolettese | Stadio Giuseppe Sinigaglia (315 spett.)\| Arbitro: \| Zucchetti (Foligno) \| |
| Arbitro:                                         | Zucchetti (Foligno) |               |              |                                                                              |

| Arbitro: | Rinaldi (Bassano del Grappa) |

|              |           |                       |
| Andreoli 56’ | Marcatori | 12’ Fietta 39’ Parker |

| Arbitro: | Catanoso (Reggio Calabria) |

|                                       |           |                                     |
| Marsura 43’ Di Gennaro 63’ Murilo 77’ | Marcatori | 58’ (rig.) Duca 73’ (rig.) Scardina |

| Arbitro: | Collu (Cagliari) |

|                     |           |                     |
| Bortoluz 38’ (rig.) | Marcatori | 16’ Zerbin 84’ Comi |

| Arbitro: | Taricone (Perugia) |

|             |           |                                            |
| Ragatzu 62’ | Marcatori | 1’ Duca 24’ Morello 34’ Scardina 90’ Longo |

| Arbitro: | Petrella (Viterbo) |

|            |           |                                       |
| Morello 8’ | Marcatori | 30’ Petrelli 64’ Correia 84’ Del Sole |

| Arbitro: | Ferrieri Caputi (Livorno) |

|                                |           |                           |
| Merli Sala 6’, 53’ Giudici 63’ | Marcatori | 15’ Bakayoko 55’ Bortoluz |

| Arbitro: | Bitonti (Bologna) |

|  |           |                                 |
|  | Marcatori | 10’ Kabashi 64’ (rig.) Giovinco |

| Arbitro: | Centi (Viterbo) |

|                      |           |                   |
| Infantino 89’ (rig.) | Marcatori | 83’, 86’ Piccardo |

| Arbitro: | Miele (Nola) |

|                     |           |  |
| Villa 55’ Varas 69’ | Marcatori |  |

| Arbitro: | Turrini (Firenze) |

|           |           |            |
| Babbi 85’ | Marcatori | 20’ Figoli |

| Arbitro: | Moriconi (Roma) |

|  |           |            |
|  | Marcatori | 60’ Suljić |

| Arbitro: | Villa (Rimini) |

|                         |           |  |
| Perna 53’ Palazzolo 86’ | Marcatori |  |

| Arbitro: | Lovison (Padova) |

|                         |           |  |
| Ferrara 3’ S. Longo 86’ | Marcatori |  |

#### Girone di ritorno
| Arbitro: | Madonia (Palermo) |

|  |           |                               |
|  | Marcatori | 65’ F. Bianchi 90+3’ Petrović |

| Arbitro: | Milone (Taurianova) |

|          |           |  |
| Gelli 8’ | Marcatori |  |

| Arbitro: | Vergaro (Bari) |

|                          |           |  |
| Morello 17’ Bariti 90+3’ | Marcatori |  |

| Arbitro: | Cherchi (Carbonia) |

|                          |           |                  |
| Cretella 57’ Moscati 73’ | Marcatori | 30’, 61’ Morello |

| Arbitro: | Ancora (Roma) |

|  |           |                            |
|  | Marcatori | 56’ Ceccarelli 77’ Morello |

| Arbitro: | Perenzoni (Rovereto) |

|                  |           |                        |
| Varas 79’ (rig.) | Marcatori | 39’ Iovine 51’ Bellemo |

| Arbitro: | Andreano (Prato) |

|  |           |                          |
|  | Marcatori | 13’ Morello 73’ Scardina |

| Arbitro: | Monaldi (Macerata) |

|              |           |  |
| Scardina 72’ | Marcatori |  |

| Arbitro: | Delrio (Reggio Emilia) |

|             |           |  |
| Rolando 10’ | Marcatori |  |

| Arbitro: | Saia (Palermo) |

|  |           |                                       |
|  | Marcatori | 73’ Biancu 80’ Ragatzu 90+1’ Morigosu |

| Arbitro: | Grasso (Ariano Irpino) |

|                                  |           |                                        |
| A. Brighenti 16’ Alcibiade 90+4’ | Marcatori | 45’ Bakayoko 47’, 90+5’ Duca 67’ Faini |

| Arbitro: | E. Longo (Cuneo) |

|                               |           |                                   |
| Varas 14’ (rig.) Scardina 16’ | Marcatori | 48’ (rig.) Iocolano 74’ Marzorati |

| Arbitro: | Catanoso (Reggio Calabria) |

|                            |           |  |
| Marano 11’ Galuppini 90+4’ | Marcatori |  |

| Arbitro: | Zucchetti (Foligno) |

|                         |           |  |
| Duca 13’ S. Ferrari 69’ | Marcatori |  |

| Novara 3 aprile 2021, ore 17:30 CEST 34ª giornata | Novara                       | 0 – 0 referto | Pergolettese | Stadio Silvio Piola (0 spett.)\| Arbitro: \| Rinaldi (Bassano del Grappa) \| |
| Arbitro:                                          | Rinaldi (Bassano del Grappa) |               |              |                                                                              |

| Arbitro: | Ancora (Roma) |

|  |           |             |
|  | Marcatori | 80’ Corbari |

| Arbitro: | Pascarella (Nocera Inferiore) |

|              |           |  |
| Casarini 26’ | Marcatori |  |

| Crema 25 aprile 2021, ore 15:00 CEST 37ª giornata | Pergolettese | 0 – 0 referto | Giana Erminio | Stadio Giuseppe Voltini (0 spett.)\| Arbitro: \| Perri (Roma) \| |
| Arbitro:                                          | Perri (Roma) |               |               |                                                                  |

| Arbitro: | Leone (Barletta) |

|                                                     |           |          |
| Magrassi 2’, 30’, 36’ Risaliti 12’ Giani 50’ (rig.) | Marcatori | 7’ Kanis |

## Statistiche

### Statistiche di squadra
| Competizione | Punti | In casa | In casa | In casa | In casa | In casa | In casa | In trasferta | In trasferta | In trasferta | In trasferta | In trasferta | In trasferta | Totale | Totale | Totale | Totale | Totale | Totale | D.R. |
| Competizione | Punti | G       | V       | N       | P       | Gf      | Gs      | G            | V            | N            | P            | Gf           | Gs           | G      | V      | N      | P      | Gf     | Gs     | D.R. |
| ------------ | ----- | ------- | ------- | ------- | ------- | ------- | ------- | ------------ | ------------ | ------------ | ------------ | ------------ | ------------ | ------ | ------ | ------ | ------ | ------ | ------ | ---- |
| Serie C      | 44    | 19      | 7       | 2       | 10      | 19      | 23      | 19           | 5            | 6            | 8            | 26           | 29           | 38     | 12     | 8      | 18     | 45     | 52     | -7   |

### Andamento in campionato
| Giornata  | 1 | 2 | 3 | 4  | 5 | 6  | 7  | 8  | 9  | 10 | 11 | 12 | 13 | 14 | 15 | 16 | 17 | 18 | 19 | 20 | 21 | 22 | 23 | 24 | 25 | 26 | 27 | 28 | 29 | 30 | 31 | 32 | 33 | 34 | 35 | 36 | 37 | 38 |
| --------- | - | - | - | -- | - | -- | -- | -- | -- | -- | -- | -- | -- | -- | -- | -- | -- | -- | -- | -- | -- | -- | -- | -- | -- | -- | -- | -- | -- | -- | -- | -- | -- | -- | -- | -- | -- | -- |
| Luogo     | T | C | T | C  | C | T  | C  | T  | C  | T  | C  | T  | C  | T  | C  | T  | C  | T  | C  | C  | T  | C  | T  | T  | C  | T  | C  | T  | C  | T  | C  | T  | C  | T  | C  | T  | C  | T  |
| Risultato | N | V | N | P  | V | N  | P  | P  | P  | V  | P  | P  | P  | V  | V  | N  | P  | P  | V  | P  | P  | V  | N  | V  | P  | V  | V  | P  | P  | V  | N  | P  | V  | N  | P  | P  | N  | P  |
| Posizione | 8 | 5 | 9 | 11 | 9 | 10 | 12 | 15 | 16 | 14 | 16 | 15 | 16 | 14 | 13 | 13 | 13 | 14 | 13 | 13 | 14 | 13 | 13 | 12 | 15 | 14 | 12 | 13 | 14 | 12 | 11 | 11 | 11 | 11 | 13 | 14 | 14 | 15 |

Legenda:

Luogo: C = Casa; T = Trasferta. Risultato: V = Vittoria; N = Pareggio; P = Sconfitta.